# Giáo hoàng Anastasiô II
Anastasiô II (Latinh: Anastasius II). Ông là vị người kế nhiệm Giáo hoàng Gelasius I và là vị Giáo hoàng thứ 50.
Ông sinh tại Roma và là vị Giáo hoàng thứ 2 kể từ Giáo hoàng Simplicius không được công nhận là thánh (đối với Giáo hội Đông phương). Theo niên giám tòa thánh 1806 thì ông đắc cử vào năm 496 và ở ngôi trong 2 năm 6 ngày. Niên giám tòa thánh năm 2003 xác định triều đại của ông kéo dài từ ngày 24 tháng 11 năm 496 cho tới ngày 19 tháng 11 năm 498.
Anastasius II đã cai quản giáo hội trong thời gian xảy ra cuộc ly giáo của hoàng đế Anastasius. Vào lúc vấn đề quyết định với Tây Phương Công giáo được đặt ra, là đón nhận người mọi rợ, làm cho họ thành người của mình, Anastasiô II đã dựa sự hiệp nhất Kitô giáo vào Byzancia. Để chấm dứt ly khai, ông đã có vài nhượng bộ trong khi tất cả các vị khác đều đương đầu. Chính vì thế đôi khi ông bị tố cáo là quá yếu đuối đối với người rối đạo đông phương. Khi làm như thế ông tạo ra quá nhiều những bất đồng nhắm về chính ngài từ cả phía giới giáo sĩ và dân chúng vì thế ngài đã bị kết tội là lạc giáo. Thi sĩ Dante Alighieri đã cho ngài "xuống địa ngục"(Ca khúc XI, 6, 10).
Các tác giả của Liber Pontificalis đã chỉ trích Anastasius II vì hành động nhượng bộ với Acacius. Anastasius II đã có sự nhượng bộ đối với Acacius, nó bị lên án bởi một số giáo sĩ ở Roma, những người chống đối lại Giáo hoàng Anastasius II. Vào năm 498 khi Anastasius II qua đời thì cuộc khủng hoảng ngày càng cao. Dường như nó là một sự trừng phạt của đấng tối cao. Theo nhà sử học Richard P. McBrien thì việc cho rằng Giáo hoàng Anastasius II là một người "phản bội" là không đúng.
Trong triều đại của ông có một biến cố quan trọng. Vua Clovis và cả dân Pháp trở thành những tín đồ cơ đốc giáo. Clovis là vua dân Franc (481-511). Việc ông theo đạo công giáo hình như có mưu toan chính trị trong đó nhằm phá vỡ bức tường ngăn cách giữa dân Franc và Gallo-Roman. Nếu ông đứng ra bênh vực công giáo, ông sẽ thu hút được cả vạn dân đinh nấp bóng các tòa giám mục và các đan viện. Nhưng cũng phải kể đến ảnh hưởng của hoàng hậu công giáo Clotilda và của các vị giám mục mà ông mời làm cố vấn. Một truyền thuyết kể lại rằng: trong khi giao tranh với quân Alaman tại Tolbiac (496), Clovis kêu cầu đấng "Thiên Chúa của Clotilda' và hứa sẽ "chịu phép rửa nhân danh Ngài". Ông đã được thánh Remi rửa tội vào đêm giáng sinh năm 498 cùng với 3000 tướng tá và binh sĩ.
Ông đã viết thư cho hoàng đế Anastasiô I, do chiếu cố đến những người Công giáo bị người theo phái Ariô bách hại và cho Clovis, để chúc mừng ông trở lại đạo. Khi ông qua đời, giáo hội Rôma chia rẽ nhau về những sự nhượng bộ để làm cho quan hệ Đông phương và Tây phương lại gần nhau.